# Pangbourne
Pangbourne är en ort och civil parish i Storbritannien.   Den ligger i kommunen West Berkshire i riksdelen England, i den södra delen av landet, 70 km väster om huvudstaden London. Pangbourne ligger 42 meter över havet och antalet invånare är 3 822.
Terrängen runt Pangbourne är huvudsakligen platt. Pangbourne ligger nere i en dal. Runt Pangbourne är det tätbefolkat, med 308 invånare per kvadratkilometer. Närmaste större samhälle är Reading, 8,5 km öster om Pangbourne. Trakten runt Pangbourne består till största delen av jordbruksmark.